# 救国シンクタンク
救国シンクタンク（きゅうこくしんくたんく）は、日本の民間シンクタンク。

## 概要
2020年、倉山満、江崎道朗、渡瀬裕哉により設立。
救国シンクタンク公式ホームページ
救国シンクタンク公式Twitter

## 研究員
- 倉山満（所長・理事長）
- 江崎道朗（研究員・理事）
- 渡瀬裕哉（研究員・理事）
- 中川コージ（研究員）